# سد شاهتوت
سد شاه‌توت یک سد پیشنهادی در حوضهٔ رود کابل، یکی از پنج حوضهٔ آبریز در افغانستان است. این پروژه آب آشامیدنی، آبیاری و آب محیط زیست را برای ولایت کابل تأمین می‌کند، هزینهٔ این پروژه ٢٣۶ میلیون دلار تخمین زده شده‌است و مطالعات و آماده‌سازی‌های آن ۱٫۸۶ میلیون دلار هزینه برداشته است که در سال ۲۰۱۲ به اتمام رسیده‌است. بازدهٔ این سد حدود ۲ میلیون دلار در سال خواهد بود. این سد توسط هند ساخته خواهد شد.
در این باره، اسماعیل خان گفت است که سد شاهتوت علاوه بر آبیاری ۴۰۰۰ هکتار از اراضی ولسوالی چهارآسیاب و مناطق همسایه آب آشامیدنی تمیز ولسوالی ده سبز را نیز تأمین می کند.

## طراحی پروژه
وزارت آب و برق افغانستان توافقنامه‌ای را با شرکت پویاب ایران امضا کرد که براساس آن، شرکت ایرانی طراحی سد شاهتوت را تکمیل می‌کند. محمد اسماعیل خان، وزیر آب و نیرو، در رابطه با این پروژه گفته است: سد شاهتوت افزون بر آبیاری ۴٬۰۰۰ هکتار از اراضی منطقهٔ چهارآسیاب و خیرآباد، آب آشامیدنی را برای بیش از ۲ میلیون نفر از ساکنان کابل تأمین خواهد کرد. این سد همچنین آب شرب مرحلهٔ اول شهر نو کابل در دِه‌سبز را تأمین می‌کند.

## اهداف این پروژه
- تأمین آب آبیاری حدود ۱۰٬۰۰۰ هکتار از اراضی کشاورزی موجود
- تأمین آب آشامیدنی برای حدود ۲ میلیون نفر در شهر کابل
- تأمین جریان زیست‌محیطی در رودخانهٔ جاری در شهر کابل
- شارژ دوبارهٔ آب زیرزمینی برای اهداف آشامیدنی در سفرهٔ آب زیرزمینی کابل
- مشارکت در امنیت ملی مواد غذایی (تولید بیشتر محصولات زراعی، شیلات و صنعت)
- ارتقاء صنعت گردشگری
- افزایش فرصت‌های شغلی و درآمد